# Paul Barras
Paul François Jean Nicolas, greve av Barras, född 30 juni 1755 i Fox-Amphoux i Provence, död 29 januari 1829 i Chaillot, numera Paris, var en fransk militär och politiker. Under franska revolutionen invaldes han i nationalkonventet och röstade där för dödsdomen mot Ludvig XVI. Barras medverkade som politisk övervakare under jakobinerna till att slå ner ett blodigt uppror i Toulon i södra Frankrike. Han ledde även militären i thermidorkrisen mot Robespierre i Paris 1794, och slog som befälhavare för Parisarmén året därefter ner ett rojalistiskt uppror. Som ledare för Direktoriet ansvarade han för inrikes- och säkerhetsfrågor från 1795 till 1799.
Trots att Barras var vän med den unge Bonaparte försköts han under konsulatet och kejsardömet. Han tvingades i landsflykt till Rom 1813, men tilläts återvända under den bourbonska restaurationen.
Barras är begravd på Père-Lachaise i Paris. Hans memoarer gavs ut 1895–1896.